# Acraea obeira
Acraea obeira (tên tiếng Anh: Pale-yellow Acraea) là một loài bướm ngày thuộc họ Nymphalidae. Nó được tìm thấy ở Nam Phi, Swaziland, Zimbabwe, miền đông Zambia, miền nam Malawi và Madagascar.
Sải cánh dài 45–50 mm đối với con đực và 49–53 mm đối với con cái. Con trưởng thành bay quanh năm, nhiều nhất vào từ tháng 9 đến tháng 4.
Ấu trùng ăn Laportea peduncularis, Pouzolzia mixta và Obetia tenax.

## Phụ loài
- Acraea obeira obeira (Madagascar)
- Acraea obeira burni Butler, 1896 (In South Africa it được tìm thấy ở miền tây Mpumalanga và Gauteng, the Limpopo Province và in the Mooi và Tugela river valleys of KwaZulu-Natal)

## Phân loại
Subspecies Acraea obeira burni is sometimes treated as the valid species Acraea burni.